# دیمیتری دیاتچنکو
دیمیتری دیاتچنکو (به انگلیسی: Dimitri Diatchenko)؛ (زادهٔ ۱۱ آوریل ۱۹۶۸ – درگذشته ۲۱ آوریل ۲۰۲۰) یک هنرپیشه اهل ایالات متحده آمریکا بود. وی از سال ۱۹۹۷ تا ۲۰۱۷ مشغول کار بود.

## گزیده فیلم‌شناسی

### فیلم
- جی.آی. جین (۱۹۹۷)
- نخل‌های سوزان (۲۰۰۷)
- اسمارت را بگیر (۲۰۰۸)
- ایندیانا جونز و قلمرو جمجمه بلورین (۲۰۰۸)
- خاطرات چرنوبیل (۲۰۱۲)
- گروهان قهرمانان (۲۰۱۳)
- آنها در حال تماشا هستند (۲۰۱۶)

### مجموعه تلویزیونی
- واکر، رنجر تگزاس (۱۹۹۹)
- آلیاس (۲۰۰۴)
- زندگی سوئیت زاک و کودی (۲۰۰۶)
- ذهن‌های مجرم (۲۰۰۷)
- مهره سوخته (۲۰۰۷)
- سی‌اس‌آی: میامی (۲۰۰۹)
- مرد خانواده (۲۰۰۹)
- فرزندان آشوب (۲۰۱۱)
- آشنایی با مادر (۲۰۱۲)
- ادراک (۲۰۱۲)
- استخوان‌ها (۲۰۱۴)
- دو دختر ورشکسته (۲۰۱۴)

### بازی ویدئویی
- مدال افتخار: حمله اروپایی (۲۰۰۵)
- از روسیه با عشق (۲۰۰۵)
- لرزش ۴ (۲۰۰۵)
- مرد آهنی (۲۰۰۸)
- فرمان و تسخیر: هشدار قرمز ۳ (۲۰۰۸)
- ندای وظیفه: جهان در جنگ (۲۰۰۸)
- ولفنشتاین (۲۰۰۹)
- آنچارتد ۲: درمیان دزدان (۲۰۰۹)
- جنگجوی سرکش (۲۰۰۹)
- مرد آهنی ۲ (۲۰۱۰)
- مرد عنکبوتی: ابعاد شکسته (۲۰۱۰)
- ندای وظیفه: بلک اپس (۲۰۱۰)
- آنچارتد ۳: فریب دریک (۲۰۱۱)
- تام کلنسی گوست ریکان سرباز آینده (۲۰۱۲)
- ندای وظیفه: بلک اپس ۲ (۲۰۱۲)
- توم ریدر (۲۰۱۳)
- مترو: آخرین نور (۲۰۱۳)
- آخرین بازمانده از ما (۲۰۱۳)
- تکامل (۲۰۱۵)
- بتلفیلد هاردلاین (۲۰۱۵)
- فال‌اوت ۴ (۲۰۱۵)
- قیام توم ریدر (۲۰۱۵)
- دئوس اکس: تفرقه بشر (۲۰۱۶)
- ندای وظیفه: جنگ‌های بی‌نهایت (۲۰۱۶)